# 더 테너: 리리코 스핀토
《더 테너 리리코 스핀토》는 2014년에 개봉한 대한민국의 영화이다. 실화를 바탕으로 성악가 배재철과 그의 곁을 끝까지 지키는 일본인 음악 프로듀서 와지마 도타로의 우정을 그린 한일 합작 영화이다.

## 캐스팅
- 유지태 : 배재철 역 (아역 : 서동현)
- 차예련 : 이윤희 역
- 이세야 유스케 : 사와다 역
- 나타샤 타푸스코비치 : 멜리나 역
- 키타노 키이 : 미사키 역
- 드라간 미카노빅 : 파올로 역
- 손민규 : 배선우 역
- 김종구 : 대학교수 역
- 정동규 : 악몽 속 심사위원 역
- 김기현 : 배재철 아버지 역 (특별출연)
- 이용이 : 배재철 어머니 역 (특별출연)

## 참고 사항
- 유지태, 차예련은 SBS 드라마 스페셜 《스타의 연인》 이후로 6년만에 재회하는 작품이다.